# Пряхина, Ольга Донатовна
Ольга Донатовна Пряхина — советский и российский учёный.

## Биография
Родилась 06.02.1951.
Доктор физико-математических наук, профессор.
Тема докторской диссертации (1997) - Динамика массивных тел, взаимодействующих с многослойными полуограниченными средами со сложными физико-механическими свойствами.
С 2002 г. — заведующая кафедрой высоких технологий прогноза и предупреждения чрезвычайных ситуаций Кубанского государственного университета.
Автор научных работ в области динамических задач механики деформируемого твёрдого тела, математического моделирования волновых процессов, резонансных явлений в сплошных средах.

## Награды и премии
- Государственная премия РФ в области науки и техники 2001 г. (в составе коллектива) — за цикл разработок «Динамические контактные задачи механики сплошных сред» (Указ от 05. 08. 2002 г.).
- Нагрудный знак «Почётный работник высшего профессионального образования Российской Федерации» за высокие достижения в области науки и образования (приказ от 12.10.2005).